# Malta (Lalitpur)
Malta – gaun wikas samiti w środkowej części Nepalu w strefie Bagmati w dystrykcie Lalitpur. Według nepalskiego spisu powszechnego z 2001 roku liczył on 370 gospodarstw domowych i 2130 mieszkańców (1065 kobiet i 1065 mężczyzn).